# 九塊 (大字)
九塊，原稱為九塊厝，即今九如，是臺灣屏東縣九如鄉的一個傳統地域名稱，也是全鄉核心聚落所在地，位於該鄉中西部。相較於今日行政區，其範圍大致包括九塊村不含北端、九清村不含北端、九明村不含西南部及東南端、大坵村西南端及南部凸出部分的東南端、東寧村西部中央地帶、玉水村西北部凸出部分。

## 歷史
台灣日治初期，九塊地區為一街庄，稱為「九塊厝庄」，隸屬於港西上里。該庄北與三塊厝庄、後庄為鄰，東與東寧庄為鄰，南邊為下冷水坑庄，西邊隔淡水溪（今高屏溪）與溪埔庄為界。
1901年（日治明治三十四）11月，全台設置二十廳，該庄隸屬於阿猴廳。1903年（明治三十六年）12月，阿猴廳改名為阿緱廳。1904年（明治三十七年）4月，該庄編入「九塊厝區」，隸屬於阿緱廳。1909年（明治四十二年）10月，合併二十廳為十二廳，九塊厝區仍隸屬於阿緱廳。1920年（大正九年），廢十二廳改設五州二廳，該庄改制並簡化為「九塊」大字，隸屬於高雄州屏東郡九塊庄。
戰後九塊庄改制為九塊鄉，隸屬於高雄縣，大字亦改制為村。1946年（民國35年）4月，原屬高雄縣之萬丹鄉、長興鄉（含今麟洛鄉）、九塊鄉劃入省轄屏東市，改稱萬丹區、長治區、九如區，村亦改制為里。1950年（民國39年）10月，高、屏分治，屏東市改制為縣轄市，隸屬於屏東縣，萬丹區、長治區、九如區改制為萬丹鄉、長治鄉、九如鄉，亦隸屬於屏東縣，里再改制為村。

## 聚落
本地區發展較早的聚落有九塊厝、崁仔頂等，在日治期初期的官方地圖上已有記載。

## 交通
- 省道台3線

## 學校
- 九如國小

## 廟宇
- 九如三山國王廟